# NGC 648
NGC 648 је елиптична галаксија у сазвежђу Кит која се налази на NGC листи објеката дубоког неба.
Деклинација објекта је - 17° 49' 52" а ректасцензија 1h 38m 39,8s. Привидна величина (магнитуда) објекта NGC 648 износи 14,4 а фотографска магнитуда 15,4. NGC 648 је још познат и под ознакама IC 146, ESO 543-6, MCG -3-5-11, PGC 6083.